# Władysław Reymont
Władysław Stanisław Reymont (n. 7 mai 1867, Kobiele Wielkie⁠(d), Ramosky Uyezd⁠(d), Polonia Congresului, Imperiul Rus – d. 5 decembrie 1925, Varșovia, Polonia) a fost un romancier și nuvelist polonez, laureat al Premiului Nobel pentru Literatură în 1924. Cea mai cunoscută lucrare a sa este romanul în patru volume pentru care i s-a decernat premiul, Chłopi („Țăranii”).

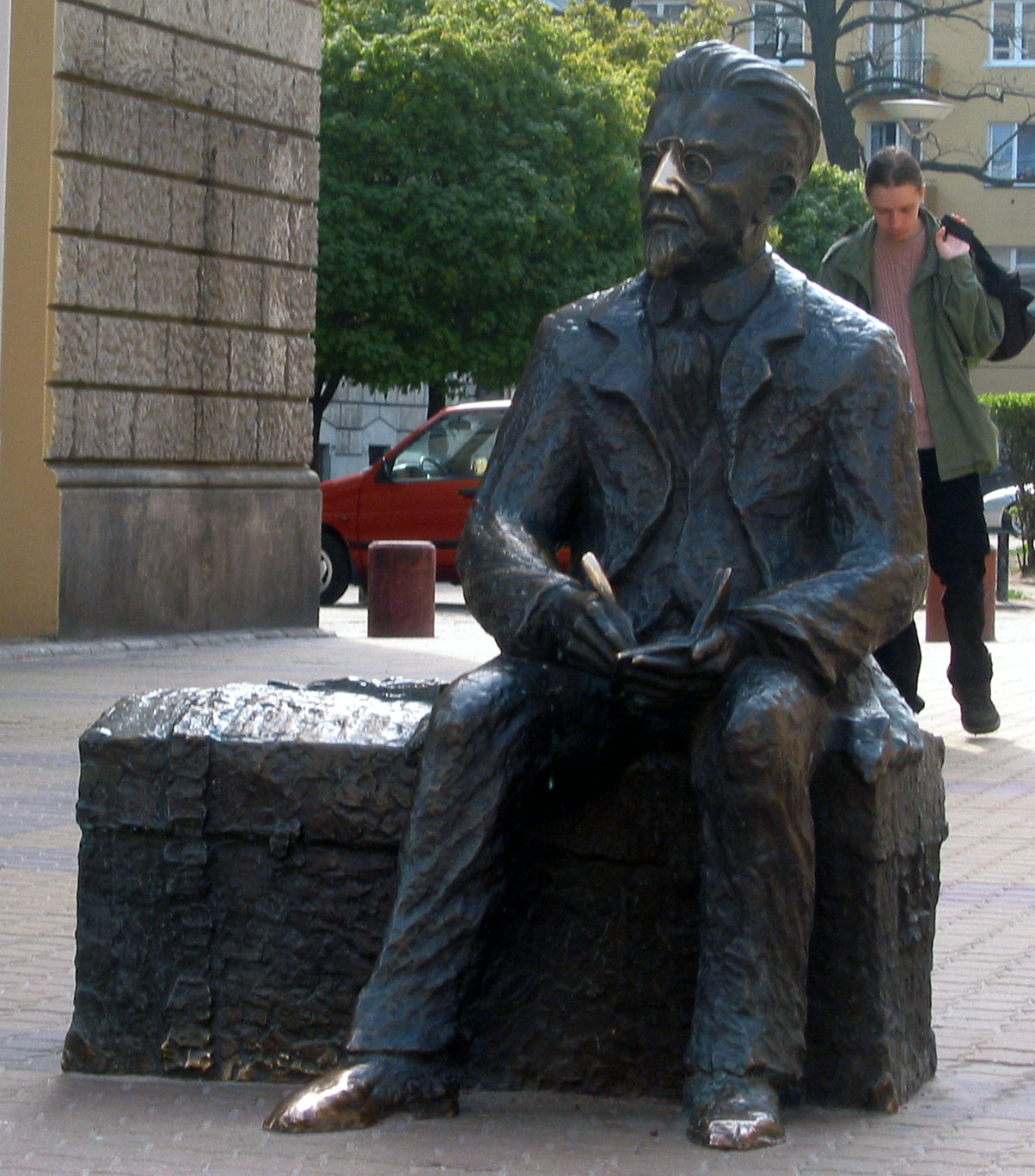
Władysław Reymont din Łódź

## Motivația Juriului Nobel
„pentru grandioasa sa epopee națională Țăranii”.

## Biografie
Władysław Reymont, pe numele său adevărat Władysław Stanisław Rejment, era al cincilea din cei șapte copii ai organistului Józef Rejment și ai Antoninei (n. Kupczyński), ce provenea dintr-o familie de șleahtici. S-a născut în Kobiele Wielkie, nu departe de Piotrków. O autobiografie târzie evocă atmosfera încărcată de severitate și bigotism din familie, ca și tentația scriitorului spre evadare. 
Școala, cu rigorile ei, îl îndepărtează de învățătura sistematică. Încearcă să învețe o meserie, revine de câteva ori la școală, fuge în două rânduri cu trupe de actori provinciali. Nu-l atrage nici viața monahală a ordinului Paulinilor, nici cea de funcționar la căile ferate, de unde trimite corespondențe la revista poporaniștilor polonezi, „Głos”.
Anul 1893 este hotărâtor pentru viitorul lui Reymont. Atunci revistele „Prawda” și „Głos” îi  publică două nuvele cu tentă naturalistă, Cățeaua și Moartea, ceea ce îl determină să se dedice scrisului. Pleacă la Varșovia și vreme de un an îndură mari privațiuni. Abia după publicarea  reportajului Pelerinaj la Jasna Góra (1895), dar mai ales după încasarea despăgubirilor de pe urma accidentului de cale ferată suferit în 1899, situația materială a lui Reymont se schimbă radical.
Cel mai important roman al său este „Țăranii” (tetralogie formată din romanele „Toamna”, „Iarna”, „Primăvara” și „Vara”), roman ce poate fi comparat cu romanul „Ion”, de Liviu Rebreanu.
Îi apare, în perioada 1913-1918, trilogia istorică „Anul 1794”, alcătuită din romanele „Ultimul seim al Republicii”, „Nil desperandum” și „Insurecția”, ecou al luptelor care au dus la invadarea Poloniei. La 57 de ani, în 1924, Władysław Reymont primește Premiul Nobel pentru epopeea „Țăranii”.
La 5 decembrie 1925, moare, la Varșovia, se pare în urma unui atac de cord. Osemintele i-au fost înhumate în Catedrala Sf. Ioan.

## Opera

### Romane
- Komediantka (Comedianta) (1895)
- Fermenty (Frământări) (1896)
- Ziemia obecana (Pământul făgăduinței) (1897 - 1898)
- Chłopi - tetralogia Țăranii (Toamna, Iarna, Primăvara, Vara)(1902 - 1908)
- Wrazenia (Visătorul) (1909)
- Wampir (Vampirul) (1911)
- trilogia istorică Rok 1907 (Anul 1794) (Ultimul seim al Republicii, Nil desperandum, Insurecția) (1913 - 1918)

### Nuvele
- În ajunul Crăciunului (1892)
- Moartea (1893)
- Întoarcerea (1921)
- Prințesa (1922)
- Spovedania (1922)